# (43259) Wangzhenyi
(43259) Wangzhenyi est un astéroïde de la ceinture principale.

## Description
(43259) Wangzhenyi est un astéroïde de la ceinture principale. Il fut découvert le 8 février 2000 à la station de Xinglong par le programme Beijing Schmidt CCD Asteroid Program. Il présente une orbite caractérisée par un demi-grand axe de 2,58 UA, une excentricité de 0,17 et une inclinaison de 10,8° par rapport à l'écliptique.

## Compléments